# Manufacture de coton d'Annecy
La manufacture de coton d'Annecy fondée en 1804 avec plus d'un millier d'ouvriers dès 1811, puis plus de 1400 en 1847, ce qui en faisait l'une des premières grandes usines textiles sur le continent au début du XIXe siècle et de la révolution industrielle.

## Histoire
La manufacture a été fondée par un négociant savoyard établi à Lyon, formé à l'école de la fabrique lyonnaise, Jean-Pierre Duport, né le 2 janvier 1749 (fils de Laurent) à Termignon en Maurienne et mort à Lyon le 4 décembre 1820.
Utilisant au départ le coton brésilien, Jean-Pierre Duport avait créé ses propres comptoirs à Lisbonne et à Bordeaux, qu'il transfère ensuite à Strasbourg et Turin, pour des filières orientales. L'entreprise s'appuyait sur la puissance financière des Perrin, de Chambéry. Il s'appuie sur une usine d'épluchage à Chambéry, tandis que son cousin homonyme en a ouvert une de mousseline et broderies à Faverges. 
L'usine est réquisitionnée comme bien national et installée dans l’ancien couvent des Clarisses et utilise les eaux du Thiou, pour sa force motrice. Annecy amorce la transformation de son cadre urbain autour de nouveaux tracés et d’une nouvelle architecture. L'établissement, dénommé "manufacture de tissus d'Annecy et Pont", était spécialisé dans la filature et le tissage du coton. Face aux problèmes d'importation avec le Brésil, l'usine importe très vite son coton de l'Égypte et d'Asie alors que la demande mondiale a renchéri les cours, en raison des succès des premiers entrepreneurs du coton britannique.
Après la crise de 1810-1811, Jean-Pierre Duport prend sa retraite en 1813, en même temps que Jean-Samuel Fazy, après avoir doublé la taille de son usine en quelques années.
Deux de ses cadres, Jean-François Morel et Louis Alexis Jumel, vont se rendre célèbres en Égypte, en développant des usines et une variété de coton plus performante, le coton Jumel, qui dès les années 1820 place l'Égypte au sein des grands producteurs mondiaux, juste derrière les États-Unis. Auparavant, ils ont créé un peu plus au nord, la Manufacture de coton de Cluses, en 1816.
L'usine est rachetée en 1828 par Jean Gottfried Laeuffer, un chef d'entreprise suisse de la région de Genève. Elle emploie 1 400 personnes en 1847. Au milieu du siècle, la question sociale est posée pour les enfants employés comme rattacheurs, qui travaillent "quinze heures par jour" et sont "roués de coups", en étant obligés de mendier pour compléter leur misérable salaire. L'évêque d'Annecy, Mgr Rendu, catholicisme social écrit alors un « Mémoire sur le prolétariat » qui fit scandale dans la traditionnelle société savoyarde et piémontaise.